# Murgantia, Samnium
Murgantia var en stad i Samnium som nämns av Titus Livius. Han kallar den en stark stad. Den erövrades av den romerske konsuln P. Decius på en dag år 296 f.Kr. Staden låg nära dagens Baselice. Enligt en omdiskuterad inskription var Murgantia ett municipium så sent som under Libius Severus dagar, det vill säga på 400-talet e.Kr.